# Tiffany Hopkins
Tiffany Hopkins (Mont-Saint-Aignan, Sena Marítimo; 28 de junio de 1981) es una ex actriz pornográfica francesa.

## Biografía
Nacida como Claire Hauville el 28 de junio de 1981, vino a luz en la pequeña comuna de Mont-Saint-Aignan, situada en el departamento del Sena Marítimo, en la región francesa de Normandía. Inició sus estudios de Comercio, que los interrumpió a los 19 años para empezar a trabajar en un club nocturno, donde conoció a su futuro marido. Es ahí donde es descubierta por los actores porno Anastasia Kass y Sebastian Barrio, que le pusieron en contacto con el cineasta Pierre Woodman para trabajar con Blue One.
Sus inicios en el porno datan de 2001, en producciones de tira amateur, hasta que contacta con ella el también director Fred Coppula, quien ve en ella un filón como actriz porno. Poco a poco, Hopkins empieza a ganar notoriedad, llegando a ser portada de la revista Hot-Vidéo y recibiendo en el Festival Internacional del Erotismo de Bruselas el Premios Europeo a la Mejor actriz porno en 2003. En 2005, ampliará su fama viajando a la industria estadounidense.
En Estados Unidos desarrollará su faceta de actriz extrema, en especial con escenas de gonzo y doble penetración. En 2007 decide retirarse del porno para dedicarse a temas de producción y promoción de jóvenes talentos del cine X. Hasta la fecha de su retiro, había grabado algo más de 160 películas, entre producciones originales y compilaciones.